# Totem (software)
GNOME Videos, anteriormente conhecido como Totem, é um media player livre para o ambiente desktop GNOME. Totem é o padrão media player no GNOME desde a versão 2.10.
O programa usa GStreamer media para a reprodução, embora o xine também  seja possível. O Totem é capaz de reproduzir muitos formatos, embora por vezes mais codecs são necessários.

## Características
Até recentemente, havia duas versões distintas do Totem, embora a diferença não foi visível no nível de interface do usuário. Uma delas foi baseada em GStreamer, que é um framework multimídia baseada em plug-in. Esta versão possui extensibilidade superior e oferece suporte a uma maior variedade de formatos de mídia. A outra foi baseado em xine, que é uma biblioteca multimídia regular. No momento em que tinha suporte melhor para reprodução de DVD criptografado, suporte de navegação DVD e pode reproduzir alguns arquivos a versão GStreamer não poderia lidar. Devido a melhorias no GStreamer, incluindo a capacidade de reproduzir DVDs criptografados, a equipe de desenvolvimento Totem retirou o suporte para o backend xine.
Totem está intimamente integrado com o ambiente de trabalho GNOME e seu gerenciador de arquivos, Nautilus. Isso inclui gerando miniaturas de arquivos de vídeo ao navegar no Nautilus e um plug-in de vídeo para navegadores compatíveis com o Netscape (por exemplo Firefox).
Graças a um grande número de plugins desenvolvidos para GStreamer, Totem é capaz de reproduzir todos os formatos de mídia, ambos os abertos e proprietários. Também entende vários formatos de lista de reprodução, incluindo SHOUTcast, M3U, XML Shareable Playlist Format (XSPF), SMIL, Windows Media Player playlists e RealAudio playlists. Playlists são facilmente gerenciáveis usando recursos de arrastar e soltar.
Reprodução de vídeo em tela cheia é suportado em quase todas as configurações do X, incluindo configurações multi-head Xinerama, e em monitores conectados à TV-Out. Brilho, contraste e saturação do vídeo pode ser ajustado dinamicamente durante a reprodução. 4.0, 4.1, 5.0, 5.1 e som estéreo é suportado. Em computadores com uma porta de infravermelhos, Totem pode ser controlado remotamente via LIRC. Stills pode ser facilmente capturado sem recorrer a programas externos. Há também um plugin para telestrator -como funcionalidade usando Gromit. O carregamento de legendas externas SubRip, automática e manual (através da linha de comandos), também é suportado.
O player era conhecido como Totem. Com o lançamento da versão 3.5.90, o nome foi mudado para Videos. O nome "Totem", permaneceu em uso 'de facto' (o executável, por exemplo, ainda usa o nome do Totem, como faz o seu pacote no Debian).
GNOME 3.12 renovou a interface de usuário radicalmente e adicionou suporte para reprodução direta de canais de vídeo online como o Guardian e da Apple trailers.

### Aceleração de vídeo
Sabe se GNOME vídeos pode aliviar os cálculos para decodificação de vídeo para blocos SIP como PureVideo, UVD, QuickSync Vídeo, TI Ducati através de interfaces, como por exemplo VDPAU, VAAPI, Distributed Codec Engine ou DXVA depende inteiramente do back-end. Veja GStreamer ou Xine para esse suporte.